# Kwantumchromodynamica
Kwantumchromodynamica is de natuurkundige theorie die de wisselwerking tussen quarks en gluonen beschrijft. Kwantumchromodynamica is een onderdeel van het standaardmodel van de elementaire-deeltjesfysica en is een niet-abelse ijktheorie. Kwantumchromodynamica wordt vaak afgekort met QCD, uit de tijd dat de officiële spelling nog Quantumchromodynamica was en in lijn met het Engelse Quantum Chromodynamics.
Kwantumchromodynamica heeft twee karakteristieke eigenschappen:
- asymptotische vrijheid, wat inhoudt dat de interactie tussen quarks en gluonen zeer zwak is bij hoge energieën. Deze voorspelling van de kwantumchromodynamica werd voor het eerst in het begin van de jaren 70 van de twintigste eeuw ontdekt door David Politzer, Frank Wilczek en David Gross, wat hen in 2004 de Nobelprijs voor Natuurkunde opleverde.
- confinement, wat inhoudt dat de kracht tussen quarks en gluonen niet verdwijnt wanneer ze ruimtelijk van elkaar gescheiden worden. Hierdoor komen quarks en gluonen nooit los voor, maar zijn ze altijd gebonden in hadronen. Dit is compatibel met het feit dat er nooit vrij voorkomende quarks of gluonen zijn waargenomen.

## Terminologie
Kwantum in kwantumchromodynamica geeft aan dat kwantumchromodynamica een kwantumveldentheorie is.
Chromo komt van het Griekse woord voor kleur, chroma. Gluonen, de deeltjes die de overbrengers zijn van de sterke kernkracht, koppelen alleen aan deeltjes met een kleurlading. Er zijn drie kleurladingen: rood, groen en blauw en de corresponderende anti-kleuren: anti-rood, anti-groen en anti-blauw. De benaming kleurlading komt van de analogie met de ons zichtbare kleuren dat een combinatie van rood, groen en blauw een kleurloos object oplevert. Dit is echter de enige overeenkomst met het gebruikelijke begrip
kleur.

## Lagrangiaan
De dynamica van quarks en gluonen worden bepaald door de QCD-Lagrangiaan. Deze ijkinvariante Lagrangiaan wordt gegeven door
{\displaystyle {\begin{aligned}{\mathcal {L}}_{\mathrm {QCD} }&={\bar {\psi }}_{i}\left(i\gamma ^{\mu }(D_{\mu })_{ij}-m\,\delta _{ij}\right)\psi _{j}-{\frac {1}{4}}G_{\mu \nu }^{a}G_{a}^{\mu \nu }\\&={\bar {\psi }}_{i}(i\gamma ^{\mu }\partial _{\mu }-m)\psi _{i}-gG_{\mu }^{a}{\bar {\psi }}_{i}\gamma ^{\mu }T_{ij}^{a}\psi _{j}-{\frac {1}{4}}G_{\mu \nu }^{a}G_{a}^{\mu \nu }\,.\\\end{aligned}}}
Hier is ψi(x) het quarkveld, een dynamische functie van de ruimtetijd in de fundamentele representatie van de ijkgroep SU(3), gelabeld door de kleurenindices i, j... (i = 1,2,3). Spinoriële indices voor de quarkvelden zijn hierboven niet expliciet beschreven. Gaμν(x) zijn de gluonvelden, eveneens een dynamische functie van de ruimtetijd in de toegevoegde representatie van de ijkgroep, gelabeld door de kleurindex a, b…. Aangezien de ijkgroep SU(3) acht dimensies heeft, geldt dat a = 1,2,...,8: men telt acht gluonen in QCD.
De γμ's zijn de Diracmatrices, die de spinorrepresentatie van de Lorentz-groep verbinden met de vectorrepresentatie hiervan. Taij zijn de generatoren, die de fundamentele, de anti-fundamentele en de toegevoegde representaties van de SU(3)-ijkgroep met elkaar verbinden. De Gell-Mann-matrices geven een voorstelling van de generatoren.
Het symbool Gaμν stelt de ijkinvariante gluonische veldsterkte-tensor voor, analoog aan de elektromagnetische veldtensor Fμν. Hij wordt gegeven door
{\displaystyle G_{\mu \nu }^{a}=\partial _{\mu }G_{\nu }^{a}-\partial _{\nu }G_{\mu }^{a}-gf_{abc}G_{\mu }^{b}G_{\nu }^{c}\,,}
waar fabc de structuurconstanten van SU(3) zijn.
De constanten m en g bepalen (na renormalisatie van de kwantumtheorie) de quarkmassa en de koppelingsconstante van de theorie.

## Geschiedenis
Sinds de uitvinding van het bellenvat en de vonkenkamer in de jaren 50 werden er in de experimentele deeltjesfysica steeds meer zogenaamde hadrondeeltjes ontdekt. Het leek dat zo'n groot aantal deeltjes niet alle fundamenteel konden zijn. Eerst werden de deeltjes door Wigner en Heisenberg geklasseerd volgens elektrische lading en isospin, en later, in 1953, door Gell-Mann en Nishijima volgens vreemdheid. Om een beter inzicht te verkrijgen, werden de hadronen gesorteerd in groepen met gelijkaardige eigenschappen en massa's met behulp van de zogenaamde eightfold way, bedacht door Gell-Mann en Ne'eman in 1961. Gell-Mann en Zweig verbeterden een eerder voorstel van Sakata door voor te stellen dat de structuur van de classificatie te wijten kon zijn aan het bestaan van kleinere deeltjes van drie verschillende smaken of flavours binnenin de hadronen: de quarks.
Op dit punt bleef één deeltje, het Δ++, wat mysterieus. In het quarkmodel bestaat het uit drie quarks met parallelle spins. Aangezien quarks fermionen zijn, is deze combinatie echter in strijd met het uitsluitingsprincipe van Pauli. In 1965 losten Han en Nambu, en onafhankelijk daarvan ook Greenberg, het probleem op door voor te stellen dat quarks een extra vrijheidsgraad bezitten: een lading voor een SU(3) ijkgroep, later kleurlading genoemd. Han en Nambu merkten op dat de quarks konden interageren via een octet van ijkbosonen, de gluonen.
Quarks werden echter pertinent niet ontdekt, en aangezien elementaire deeltjes toen werden gedefinieerd als deeltjes die konden worden afgezonderd en geïsoleerd, zei Gell-Mann vaak dat quarks niet meer waren dan handige, wiskundige verzinsels — geen echte deeltjes. Hiermee bedoelde hij in werkelijkheid dat quarks confined zijn: ze kunnen het hadron niet uit. Hij impliceerde hiermee echter ook dat de sterke interacties waarschijnlijk niet volledig zouden kunnen worden geschreven door een kwantumveldentheorie.
Feynman verdedigde het standpunt dat experimenten bij hoge energie aantoonden dat quarks echte deeltjes waren. Hij noemde ze partonen (omdat ze deel, part, uitmaken van hadronen). Met deeltjes bedoelde Feynman objecten die zich langs zekere wegen voortbewegen: elementaire deeltjes van een veldentheorie.
Het verschil tussen de aanpakken van Feynman en Gell-Mann gaf blijk van een diep schisma in de gemeenschap van de theoretische fysica. Feynman dacht dat quarks een verdeling in positie of impuls zouden hebben, als elk ander deeltje, en hij geloofde (terecht) dat de diffusie van partonimpuls kon worden beschreven door diffractieverstrooiing. Hoewel Gell-Mann geloofde dat bepaalde quarkladingen konden worden gelokaliseerd, stond hij open voor de mogelijkheid dat de quarks zelf niet konden worden gelokaliseerd door falen van de ruimtetijd. Dit was de radicalere aanpak van S-matrix-theorie.
Bjorken stelde voor dat puntvormige partonen zeker relaties zouden impliceren in diep inelastische verstrooiing van elektronen protonen. Deze relaties werden geverifieerd in experimenten aan het SLAC in 1969. Dit zorgde ervoor dat de natuurkundige gemeenschap de S-matrix-theorie verliet voor de sterke wisselwerking.
De ontdekking van asymptotische vrijheid in de sterke interacties door Gross, Politzer en Wilczek liet fysici toe nauwkeurige voorspellingen te maken voor de resultaten van heel wat hoge-energie-experimenten met behulp van perturbatieve technieken uit de kwantumveldentheorie. Het bestaan van gluonen werd voor het eerst aangetoond in drie-jet-events aan de PETRA in 1979. Deze experimenten werden hoe langer hoe nauwkeuriger, totdat QCD perturbatief binnen een paar percent is geverifieerd aan het LEP in het CERN.
De keerzijde van asymptotische vrijheid is confinement. Aangezien de kracht tussen twee kleurladingen niet toeneemt met de afstand, wordt geloofd dat quarks en gluonen nooit uit hadronen kunnen worden bevrijd. Dit aspect van de theorie is vastgesteld in computersimulaties, maar het is nog niet analytisch bewezen. Een van de Millenniumprijsproblemen van het Clay Mathematics Institute bestaat eruit dat zo'n bewijs wordt gevraagd. Een ander niet-perturbatief aspect van QCD is het onderzoek naar de fasen van quarkmaterie, zoals het quark-gluonplasma.
De puzzel van confinement is een van de plaatsen waar de snaartheorie, een moderne vorm van S-matrix-theorie, recent nieuw licht op heeft geworpen.

## De theorie

### Enkele definities
Elke veldentheorie van de deeltjesfysica is gebaseerd op zekere symmetrieën van de natuur, waarvan het bestaan kan worden afgeleid uit observaties. Er zijn twee soorten symmetrieën:
- lokale symmetrieën, die op elk punt van de ruimtetijd anders inwerken; zulke symmetrieën zijn de basis van ijktheorieën en ze vereisen de invoering van een ijkboson.
- globale symmetrieën, waarbij de symmetrie tegelijk op alle punten van de ruimtetijd moet worden toegepast.

QCD is de ijktheorie van de speciale unitaire groep SU(3), die ontstaat als men de kleurlading gebruikt om een lokale symmetrie te definiëren.
Aangezien de sterke wisselwerking geen onderscheid maakt tussen de verschillende quarksmaken, heeft QCD bij benadering een smaaksymmetrie, die wordt gebroken door de verschillende massa's van de quarks.
Er bestaan nog meer globale symmetrieën, die worden gedefinieerd aan de hand van chiraliteit. Dit concept leunt dicht aan bij handigheid: als de spin van een deeltje een positieve projectie heeft op de bewegingsrichting ervan (als ze dus, grosso modo, in dezelfde richting wijzen), dan is het deeltje linkshandig; in het omgekeerde geval is het rechtshandig. Chiraliteit en handigheid herleiden zich tot elkaar voor hoge energieën.
- Chirale symmetrieën bestaan uit transformaties die onafhankelijk zijn van het type deeltje.
- Vectorsymmetrieën (ook diagonale symmetrieën genoemd) zijn transformaties die worden toegepast op beide chiraliteiten.
- Axiale symmetrieën zijn die waarbij een transformatie wordt toegepast op de linkshandige deeltjes en de inverse transformatie op de rechtshandige.

### De symmetriegroepen
De kleurgroep SU(3) komt overeen met de lokale symmetrie die wordt geijkt om QCD te geven. De elektrische lading labelt de representatie van de lokale symmetriegroep U(1), die wordt geijkt om QED te geven — dit is een abelse groep. Indien men een versie van QCD beschouwt met Nf smaken van massaloze quarks, dan is er een globale (chirale) smaaksymmetrie-groep SUL(Nf) × SUR(Nf) × UB(1) × UA(1). De chirale symmetrie wordt spontaan gebroken tot de vectorsymmetrie SUV(Nf) door de vorming van een zogenaamd chiraal condensaat. De vectorsymmetrie UB(1) komt overeen met het baryongetal van quarks en is een exacte symmetrie. De axiale symmetrie UA(1) is exact in de klassieke theorie, maar wordt gebroken in de kwantumtheorie, wat een anomalie wordt genoemd. Bepaalde gluonconfiguraties genaamd instantonen staan in nauw verband met deze anomalie.

### Opmerking
Er zijn twee types SU(3)-symmetrie. Er is de symmetrie die inwerkt op de verschillende quarkkleuren, en dit is een exacte ijksymmetrie die wordt overgebracht door de gluonen. Hiernaast is er ook een smaaksymmetrie die de verschillende quarksmaken onder elkaar roteert: de "smaak-SU(3)". Smaaksymmetrie is een niet-exacte symmetrie van het QCD-vacuüm, en het is helemaal geen fundamentele symmetrie. Het is een toevallige symmetrie die volgt uit de kleine massa's van de drie lichtste quarks.
In het QCD-vacuüm zijn er vacuümcondensaten van al de quarks met massa kleiner dan de QCD-schaal. Dit houdt de up- en downquarks in, en in mindere mate ook de strange quark — maar niet de andere. Het vacuüm is symmetrisch onder SU(2)-isospinrotaties van up en down, en in mindere mate ook onder rotaties van up, down en strange, de volledige smaakgroep SU(3). De waarneembare deeltjes vormen multiplets van SU(3).
De benaderde smaaksymmetrieën hebben geassocieerde ijkbosonen, geobserveerde deeltjes zoals het rho- en het omega-deeltje, maar deze deeltjes zijn helemaal niet als de gluonen en zij zijn niet massaloos. Ze komen tevoorschijn als ijkdeeltjes in een benaderde snaartheoretische beschrijving van QCD.

### De velden
Quarks zijn massieve fermionen met spin gelijk aan een half. Ze dragen kleurlading die wordt geijkt om tot QCD te komen. Quarks worden voorgesteld door het Diracveld in de fundamentele representatie 3 van de ijkgroep SU(3). Ze dragen eveneens elektrische lading (-1/3 of 2/3) en ze interageren zwak als deel van doublets van zwakke isospin. Ze dragen globale kwantumgetallen zoals het baryongetal, dat 1/3 bedraagt voor elke quark, hyperlading en een van de kwantumgetallen voor smaak.
Gluonen zijn bosonen met spin één die eveneens kleurlading dragen. Ze behoren tot de toegevoegde representatie 8 van SU(3). Ze hebben geen elektrische lading, interageren niet volgens de zwakke wisselwerking en ze hebben geen smaak. Ze behoren tot de singlet-representatie 1 van al deze symmetriegroepen.
Elke quark heeft zijn eigen antiquark. De lading van elk antiquark is exact tegengesteld aan die van het overeenkomstige quark.

### De dynamica
Volgens de regels van de kwantumveldentheorie en de bijbehorende Feynmandiagrammen, geeft de theorie drie basisinteracties: een quark kan een gluon uitzenden of absorberen, een gluon kan een gluon uitzenden of absorberen, en twee gluonen kunnen direct interageren. Dit staat in contrast met QED, waar slechts de eerste soort interactie kan optreden, gezien de ladingloosheid van het foton. Diagrammen met Faddeev-Popov-spoken doen ook mee, die zorgen voor de correcte ijkfixing.

## Methoden
Verdere analyse van de inhoud van de theorie is ingewikkeld. Verscheidene technieken zijn ontwikkeld om met QCD te werken. Enkele hiervan worden hieronder kort besproken.

### Perturbatieve QCD
Deze aanpak is gebaseerd op asymptotische vrijheid, wat toelaat om perturbatietheorie te gebruiken om experimenten bij hoge energie nauwkeurig te beschrijven. Hoewel deze techniek beperkt is in haar bereik, heeft ze geleid tot de meest precieze tests van QCD nu voorhanden.

### Rooster-QCD
Tot de niet-perturbatieve aanpakken van QCD is rooster-QCD de meest gevestigde. Deze aanpak gebruikt een discrete verzameling ruimtetijdspunten (het rooster) om de analytisch onoplosbare padintegraal van de continuümtheorie te herleiden tot een numeriek moeilijke berekening die dan wordt uitgevoerd op een supercomputer zoals de QCDOC (Quantum Chromodynamics on a Chip) die met juist dit doel is gebouwd. Hoewel deze methode traag en werkintensief is, wordt ze algemeen toegepast en ze geeft inzicht in delen van de theorie die anders onbereikbaar zijn.

### 1/N-ontwikkeling
Een zeer bekende benadering, de 1/N-ontwikkeling, begint met de onderstelling dat het aantal kleuren nagenoeg oneindig is, en gaat dan verder met corrigeren voor het feit dat dit niet werkelijk zo is. Met deze methode bereikt men kwalitatieve inzichten eerder dan kwantitatief juiste voorspellingen. Moderne varianten gebruiken de AdS/CFT-dualiteit.

### Effectieve theorieën
Voor specifieke problemen kunnen enkele theorieën worden neergeschreven die kwalitatief correcte resultaten schijnen te leveren. In de beste gevallen kunnen deze worden bekomen als systematische ontwikkelingen in een parameter van de QCD-Lagrangiaan. Tot de efficiëntste hiervan behoren zeker chirale perturbatietheorie (die ontwikkeld rond massaloze quarks), zware-quarks effectieve theorie (die ontwikkeld rond zware quarks) en zacht-collineaire effectieve theorie (die ontwikkeld rond grote verhoudingen tussen de energieschalen). Andere, minder accurate, modellen zijn het Nambu-Jona-Lasinio-model en het chiraal model.

## Experimentele bewijzen
De notie van quarksmaak werd opgedrongen door de nood aan een verklaring voor de eigenschappen van hadronen tijdens de ontwikkeling van het quarkmodel. De notie van kleur was nodig voor het oplossen van de Δ++-puzzel.
Het eerste bewijs voor het bestaan van quarks als reële onderdelen van hadronen werd gevonden in diep-inelastische vertrooiingsexperimenten aan het SLAC. Het eerste bewijs voor gluonen kwam bij drie-jet-evenementen aan PETRA.
Goede kwantitatieve tests voor perturbatieve QCD zijn
- de running van de koppelingsconstante zoals afgeleid uit waarnemingen
- scaling violation in gepolariseerde en ongepolariseerde diep inelastische verstrooiing
- vector-bosonproductie in versnellers (zoals het Drell-Yan-proces)
- werkzame doorsneden van jet in versnellers
- event shape observables aan het LEP
- productie van zware quarks in versnellers

Kwantitatieve tests voor niet-perturbatieve QCD zijn er minder, doordat het moeilijker is voorspellingen te maken. De beste in waarschijnlijk de running van de koppelingsconstante zoals berekend in roostersimulaties van de spectra van quarkonium van zware quarks. Andere niet-perturbatieve voorspellingen kloppen tot op 5% nauwkeurigheid op zijn best. Voortgaand werk op massa's en vormfactoren van hadronen en hun matrixelementen voor de zwakke wisselwerking zijn veelbelovende kandidaten voor toekomstige kwantitatieve tests. Het hele onderwerp van quarkmaterie en het quark-gluonplasma is een niet-perturbatieve test voor QCD die nog moet worden onderzocht.